# Santo Tomé del Puerto
Santo Tomé del Puerto è un comune spagnolo di 321 abitanti situato nella comunità autonoma di Castiglia e León.